# Giuseppe Carlo del Palatinato-Sulzbach
Giuseppe Carlo, conte palatino di Sulzbach (Sulzbach, 2 novembre 1694 – Oggersheim, 18 luglio 1729), era il figlio maggiore del conte Teodoro Eustachio del Palatinato-Sulzbach e della moglie Maria Eleonora d'Assia-Rotenburg.

## Biografia
La linea di Sulzbach era imparentata con il ramo del Palatinato-Neuburg, che deteneva il titolo di Elettori Palatini. L'elettore Carlo III Filippo del Palatinato-Neuburg non riuscì però a generare un erede maschio legittimo, e così pure suo fratello; nel 1716 fu quindi evidente che la linea di Neuburg si sarebbe estinta e che vi sarebbe succeduta quella di Sulzbach e Giuseppe Carlo, figlio maggiore del Conte Palatino di Sulzbach, era quindi l'erede. Nel 1717 egli sposò la contessa palatina Elisabetta Augusta Sofia di Neuburg, figlia di Carlo III Filippo, unendo così i due rami dinastici, garantendo nel contempo che il figlio della coppia diventasse indiscutibilmente erede del Palatinato, evitando lo scoppio di guerre di successione.
Purtroppo tutti i piani andarono in fumo; infatti tutti i figli che gli diede la moglie morirono in fasce, e solo tre figlie femmine sopravvissero fino all'età adulta. Nel 1728 Elisabetta Augusta Sofia morì di parto e, l'anno seguente, ad Oggersheim, anche Giuseppe Carlo morì. I diritti successori sul Palatinato-Sulzbach passarono quindi nelle mani del fratello minore, Giovanni Cristiano Giuseppe, e alla sua famiglia.
Giuseppe Carlo venne sepolto nella chiesa di San Michele, a Monaco di Baviera.
Giuseppe Carlo aveva rapporti con Laura Dalco, nei primi anni del Settecento, ed in seguito incontrò anche l'amica Claire, con le quali praticava le arti magiche.

## Matrimonio
Giuseppe Carlo ed Elisabetta Augusta Sofia si sposarono ad Innsbruck il 2 maggio 1717; ebbero i seguenti figli:
- Carlo Filippo Augusto (1718–1724);
- Innocenz Maria (n. e m. 1719);
- Elisabetta Augusta (1721–1794), sposò Carlo Teodoro, elettore di Baviera;
- Maria Anna (1722–1790), sposò il principe Clemente Francesco di Paola di Baviera;
- Maria Francesca (1724–1794), sposò Federico Michele, secondo figlio maschio di Cristiano III del Palatinato, duca di Zweibrücken;
- Carlo Filippo Augusto (1725–1728);
- figlio maschio (n. e m. 1728).

## Ascendenza
|                                             |                           |                                                   | Genitori                            |  |  | Nonni |  |  | Bisnonni                       |  |  | Trisnonni                            |  |
|                                             |                           |                                                   |                                     |  |  |       |  |  | Augusto del Palatinato-Neuburg |  |  | Filippo Luigi del Palatinato-Neuburg |  |
|                                             |                           |                                                   |                                     |  |  |       |  |  | Augusto del Palatinato-Neuburg |  |  | Filippo Luigi del Palatinato-Neuburg |  |
|                                             |                           | Anna di Jülich-Kleve-Berg                         |                                     |  |  |       |  |  | Augusto del Palatinato-Neuburg |  |  |                                      |  |
| Cristiano Augusto del Palatinato-Sulzbach   |                           |                                                   |                                     |  |  |       |  |  | Augusto del Palatinato-Neuburg |  |  |                                      |  |
|                                             |                           | Edvige di Holstein-Gottorp                        | Giovanni Adolfo di Holstein-Gottorp |  |  |       |  |  |                                |  |  |                                      |  |
|                                             |                           | Edvige di Holstein-Gottorp                        | Giovanni Adolfo di Holstein-Gottorp |  |  |       |  |  |                                |  |  |                                      |  |
|                                             |                           | Edvige di Holstein-Gottorp                        | Augusta di Danimarca                |  |  |       |  |  |                                |  |  |                                      |  |
| Teodoro Eustachio del Palatinato-Sulzbach   |                           | Edvige di Holstein-Gottorp                        |                                     |  |  |       |  |  |                                |  |  |                                      |  |
|                                             |                           | Giovanni VII di Nassau-Siegen                     | Giovanni VI di Nassau-Dillenburg    |  |  |       |  |  |                                |  |  |                                      |  |
|                                             |                           | Giovanni VII di Nassau-Siegen                     | Giovanni VI di Nassau-Dillenburg    |  |  |       |  |  |                                |  |  |                                      |  |
|                                             |                           | Giovanni VII di Nassau-Siegen                     | Elisabetta di Leuchtenberg          |  |  |       |  |  |                                |  |  |                                      |  |
| Amalia di Nassau-Siegen                     |                           | Giovanni VII di Nassau-Siegen                     |                                     |  |  |       |  |  |                                |  |  |                                      |  |
|                                             |                           | Margherita di Holstein-Sondenburg-Plön            | …                                   |  |  |       |  |  |                                |  |  |                                      |  |
|                                             |                           | Margherita di Holstein-Sondenburg-Plön            | …                                   |  |  |       |  |  |                                |  |  |                                      |  |
|                                             |                           | Margherita di Holstein-Sondenburg-Plön            | …                                   |  |  |       |  |  |                                |  |  |                                      |  |
| Giuseppe Carlo del Palatinato-Sulzbach      |                           | Margherita di Holstein-Sondenburg-Plön            |                                     |  |  |       |  |  |                                |  |  |                                      |  |
|                                             | Ernesto d'Assia-Rheinfels | Maurizio d'Assia-Kassel                           |                                     |  |  |       |  |  |                                |  |  |                                      |  |
|                                             | Ernesto d'Assia-Rheinfels | Maurizio d'Assia-Kassel                           |                                     |  |  |       |  |  |                                |  |  |                                      |  |
|                                             | Ernesto d'Assia-Rheinfels | Giuliana di Nassau-Dillenburg                     |                                     |  |  |       |  |  |                                |  |  |                                      |  |
| Guglielmo d'Assia-Rotenburg                 | Ernesto d'Assia-Rheinfels |                                                   |                                     |  |  |       |  |  |                                |  |  |                                      |  |
|                                             |                           | Maria Eleonora di Solms-Hohensolms-Lich           | …                                   |  |  |       |  |  |                                |  |  |                                      |  |
|                                             |                           | Maria Eleonora di Solms-Hohensolms-Lich           | …                                   |  |  |       |  |  |                                |  |  |                                      |  |
|                                             |                           | Maria Eleonora di Solms-Hohensolms-Lich           | …                                   |  |  |       |  |  |                                |  |  |                                      |  |
| Maria Eleonora d'Assia-Rotenburg            |                           | Maria Eleonora di Solms-Hohensolms-Lich           |                                     |  |  |       |  |  |                                |  |  |                                      |  |
|                                             |                           | Ferdinando Carlo di Löwenstein-Wertheim-Rochefort | …                                   |  |  |       |  |  |                                |  |  |                                      |  |
|                                             |                           | Ferdinando Carlo di Löwenstein-Wertheim-Rochefort | …                                   |  |  |       |  |  |                                |  |  |                                      |  |
|                                             |                           | Ferdinando Carlo di Löwenstein-Wertheim-Rochefort | …                                   |  |  |       |  |  |                                |  |  |                                      |  |
| Maria Anna di Löwenstein-Wertheim-Rochefort |                           | Ferdinando Carlo di Löwenstein-Wertheim-Rochefort |                                     |  |  |       |  |  |                                |  |  |                                      |  |
|                                             |                           | Anna Maria di Fürstenberg-Heiligenberg            | …                                   |  |  |       |  |  |                                |  |  |                                      |  |
|                                             |                           | Anna Maria di Fürstenberg-Heiligenberg            | …                                   |  |  |       |  |  |                                |  |  |                                      |  |
|                                             |                           | Anna Maria di Fürstenberg-Heiligenberg            | …                                   |  |  |       |  |  |                                |  |  |                                      |  |
|                                             |                           | Anna Maria di Fürstenberg-Heiligenberg            |                                     |  |  |       |  |  |                                |  |  |                                      |  |